# Habitatge al carrer Carders, 29 (Barcelona)
L'Habitatge al carrer Carders, 29 és un edifici de Barcelona catalogat com a bé Cultural d'Interès Local.

## Història
El 1789, el clavetaire Antoni Roca i Garrud va demanar permís per a reedificar la seva casa segons una composició de façana amb tres obertures per planta. Posteriorment, l'edifici fou ampliat per la banda esquerra amb una filera d'obertures més, i ja al segle xix, els balcons dels pisos primer, segon i tercer foren renovats amb llosanes de pedra de Montjuïc.

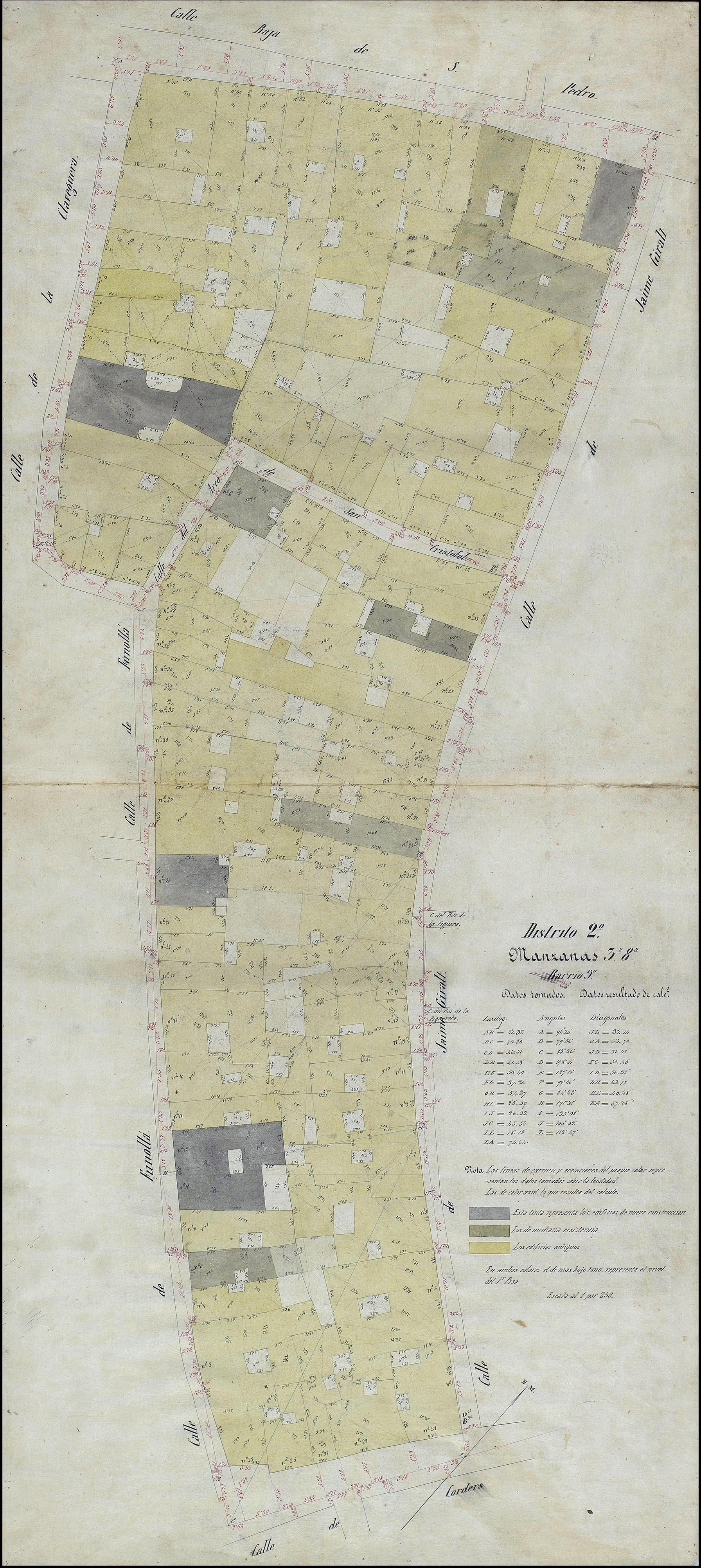
Quarterons de Garriga i Roca, núm. 30 (c. 1860)

## Descripció
Consta de planta baixa, entresòl, quatre pisos i terrat. A la planta baixa, el parament és de carreus de pedra i s'hi obren tres portals de botiga d'arc rebaixat i la porta de veïns que és estreta i allindada amb una finestra quadrangular enreixada a sobre. A partir de l'entresol hi ha quatre obertures per planta seguint els mateixos eixos verticals: balcons amb baranes de ferro forjat a sobre dels portals i finestres a sobre de la porta de veïns. Els de l'entresol són de poca volada i amb llosanes de ferro i rajoles, mentre que al primer pis hi ha un doble i un altre individual amb força volada i, a partir del segon pis, tots els balcons són individuals i van reduint les seves dimensions i la seva volada.
El parament està decorat amb esgrafiats ocres sobre fons blavós que estan una mica desdibuixats. Dins d'una compartimentació de caràcter arquitectònic es representen figures humanes, bustos sobre pedestals, escenes mitològiques, gerros amb flors i garlandes. També hi ha inscrita la data 1793.